# Champéry
Champéry (toponimo francese) è un comune svizzero di 1 324 abitanti del Canton Vallese, nel distretto di Monthey.

## Storia
Il comune di Champéry è stato istituito nel 1839 per scorporo da quello di Val-d'Illiez.

## Monumenti e luoghi d'interesse
- Chiesa parrocchiale cattolica di San Teodulo, eretta nel 1436[1].

## Società

### Evoluzione demografica
L'evoluzione demografica è riportata nella seguente tabella:
Abitanti censiti

## Economia
Località turistica e stazione sciistica sviluppatasi a partire dal 1865, Champéry fa parte del comprensorio Portes du Soleil.

## Infrastrutture e trasporti

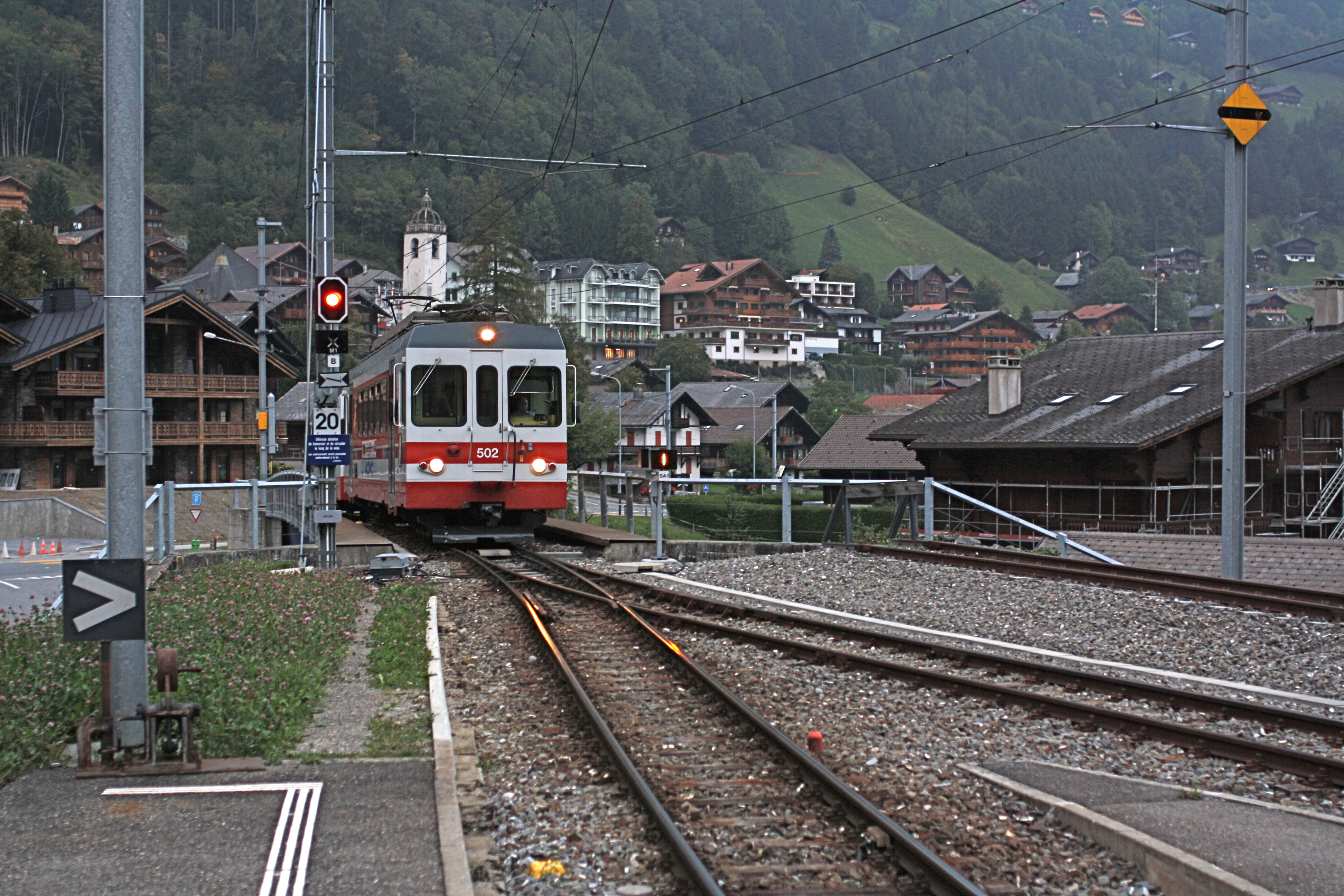
La stazione di Champéry

Champéry è servito dall'omonima stazione, capolinea della ferrovia per Aigle.

## Amministrazione
Ogni famiglia originaria del luogo fa parte del cosiddetto comune patriziale e ha la responsabilità della manutenzione di ogni bene ricadente all'interno dei confini del comune.

## Sport
Champéry ha ospitato, fra l'altro, competizioni internazionali di sci alpinismo (Mondiali 2008), curling (Europei 2014) e ciclismo (partenza del Critérium du Dauphiné 2013, arrivo di una tappa del Tour de Romandie 2017, Campionati del mondo di mountain bike 2011, varie tappe della Coppa del mondo di mountain bike).